# هازل كايا
هازل كايا (بالتركية: Hazal Kaya) (بالعثمانية: حَظَل قايا) (1 أكتوبر 1990)، ممثلة وعارضة أزياء تركية.

## عن حياتها
هازال قايا ولدت في مدينة إسطنبول، تركيا. تنتمي إلى عائلة من الطبقة العليا. حضرت قايا مدرسة ثانوية إيطالية في إسطنبول، وتخرجت في عام 2010. ولازالت حاليا تدرس في إسطنبول. انفصل والداها بالطلاق (كلاهما محامين) عندما كانت في السابعة من عمرها. تعرفت على عالم الفن في سن مبكرة جداً، أخذت وهي طفلة دروس في الباليه والكمان لمدة 7 سنوات. تحب أيضاً التانغو، وتطوير مهاراتها. فريقها المفضل في كرة القدم هو بشيكتاش. هازال قايا تتحدث التركية (اللغة الأم)، الإنجليزية بطلاقة والإيطالية (متقدم) والفرنسية (متقدم)، وتتعلم لغتها الرابع، الألمانية.
كان أول دور لها 2007 في المسلسل التلفزيوني «جينكو» (الحلم الضائع) حيث أخذت أحد الأدوار الرئيسية. في عام 2008 ، واصلت قايا باعتبارها واحدة من الممثلات الرائدات من خلال لعب شخصية نهال في العشق الممنوع. كما مثلت دور فريحة في الموسمين الأول والثاني من المسلسل التلفزيوني بعنوان أسميتها فريحة. حقق المسلسل من أعلى النسب التلفزيونية في تركيا. كما أخذت قايا شعبية كبيرة لتمثيلها في مسلسل العشق الممنوع. وفي عام 2017-2019 كان لها البطولة في مسلسل حكايتنا بدور فيليز.
واسمها الحقيقي هو ليلى هازال قايا ولكنهم يدعونها بهازال منذ أن كانت صغيرة.

## أعمالها

### من المسلسلات
| سنة الإنتاج | المسلسل                   | الدور |
| ----------- | ------------------------- | ----- |
| 2006        | سيلا                      | بيرين |
| 2006        | سر الحجر                  | بينجو |
| 2006        | الساحرات الصغيرات         | بيلين |
| 2007        | الحلم الضائع              | اسما  |
| 2008        | العشق الممنوع             | نهال  |
| 2011        | شرطة انقرة                | بيرنا |
| 2011        | أسميتها فريحة             | فريحة |
| 2012        | البلقان الاخير            | امينة |
| 2013        | العشق                     | ازرا  |
| 2015        | مارال                     | مارال |
| 2017        | حكايتنا                   | فيليز |
| 2020        | اتصل بمدير أعمالي         | نفسها |
| 2022        | Pera Palas'ta Gece Yarısı |       |

## روابط خارجية
- هازل كايا على موقع IMDb (الإنجليزية)
- هازل كايا على موقع روتن توميتوز (الإنجليزية)
- هازل كايا على موقع ألو سيني (الفرنسية)
- هازل كايا على موقع قاعدة بيانات الفيلم (الإنجليزية)
- هازل كايا على موقع كينوبويسك (الروسية)